# On Air
On Air (с англ. — «В воздухе») — второй сольный альбом Алана Парсонса, изданный в 1996 году. Ключевая роль в создании альбома принадлежала постоянному гитаристу The Alan Parsons Project Йену Байрнсону. 
В музыкальном плане альбом отличается от предыдущего альбома Парсонса Try Anything Once и творений The Alan Parsons Project, уклоном в сторону софт-рока. 
В концептуальном плане темой альбома является история освоения воздушного пространства, начиная с мифического полета Икара и Дедала в «Too Close to the Sun», исследований Леонардо да Винчи в «One Day to Fly», заканчивая полётом на Луну в треке «Apollo», в который был включен фрагмент знаменитой речи президента США Джона Кеннеди от 25 мая 1961 года.
Песню «Brother Up in Heaven» Йен посвятил своему двоюродному брату, погибшему в небе над Северным Ираком в 1994 году. 

## Список композиций
1. Blue Blue Sky (1:38) (Байрнсон; вокал — Эрик Стюарт)
2. Too Close to the Sun (5:04) (Парсонс, Байрнсон, Эллиот; вокал — Нил Локвуд)
3. Blown by the Wind (5:25) (Байрнсон; вокал — Эрик Стюарт)
4. Cloudbreak (4:39) (Парсонс, Байрнсон, Эллиот; инструментальная композиция)
5. I Can't Look Down (4:37) (Байрнсон; вокал — Нил Локвуд)
6. Brother Up in Heaven (4:02) (Байрнсон; вокал — Нил Локвуд)
7. Fall Free (4:21) (Парсонс, Байрнсон, Эллиот; вокал — Стив Оверлэнд)
8. Apollo (6:06) (Парсонс, Байрнсон, Эллиот; инструментальная композиция с фрагментом речи Джона Кеннеди 25 мая 1961 года)
9. So Far Away (4:07) (Байрнсон; вокал — Кристофер Кросс)
10. One Day to Fly (6:16) (Эллиот, Инглиш; вокал — Грэм Дай)
11. Blue Blue Sky (4:24) (Байрнсон; вокал — Эрик Стюарт)

Бонус-трек
1. Apollo Ambient Mix (Moon Boots)" (Remix by Solar Quest) (7:16) (Парсонс, Байрнсон, Эллиот) (композиция выпущена лишь в японском издании)

## Участники записи
- Иэн Бэрнсон[англ.] — синтезатор, бас-гитара, гитара
- Алан Парсонс — клавишные, продюсирование
- Эндрю Пауэлл, Кристофер Уоррен-Грин — оркестровка
- Стюарт Эллиот — ударные, перкуссия
- Джон Гиблин — басс-гитара
- Ричард Коттл — саксофон
- Гэри  Сэнкшуари — клавишные
- Эрик Стюарт, Нил Локвуд, Стив Оверлэнд, Кристофер Кросс, Грэм Дай — вокал
- Питер Бэккет — бэк-вокал
- Скотт Инглиш — соавтор (трек 10)
- Сторм Торгерсон — дизайн обложки